# Fernand Chante
Fernand Chante, né Honoré Elysée Paul Chante à Lyon 6e le 15 décembre 1886 et mort à Courbevoie le 3 janvier 1971, est un militant sourd français,  président de la Fédération sportive des sourds de France et  créateur du logo du Comité international des sports des sourds.

## Biographie
Fernand est un sportif en domaine tir sportif, il a obtenu deux médailles de Deaflympics, un argent en 1924 et un or en 1931. 
Il est élu au poste de président de la Fédération sportive des sourds de France en 1928.

Logo créé en 1939

En 1939 aux Deaflympics d'été de 1939, Fernand Chante a conçu le drapeau du Comité international des sports des sourds et le logo du Comité international des sports des sourds en deux couleurs : bleu et vert. Ce drapeau est utilisé pour la première fois en cérémonie d'ouverture.
En 1946, Fernand a cédé le poste de président de la Fédération sportive des sourds de France au célèbre Eugène Rubens-Alcais.

### Vie privée
Fernand a au moins une fille Janine.

## Palmarès

### Deaflympics
- Deaflympics d'été de 1924
  -  Médaille d'argent sur l'épreuve du Tir sportif.
- Deaflympics d'été de 1931
  -  Médaille d'or sur l'épreuve du Tir sportif.

## Distinctions et récompenses
- Médaille d'honneur de bronze de Deaflympics en 1949[5]
- Membre honoraire à vie du Comité international des sports des Sourds depuis 1955[6].